# 1992年5月逝世人物列表
1992年逝世人物列表：1月 - 2月 - 3月 - 4月 - 5月 - 6月 - 7月 - 8月 - 9月 - 10月 - 11月 - 12月
1992年5月逝世人物列表，是用於匯總1992年5月期間逝世人物的列表。

## 依日期排序

### 1日
- 奧古斯丁·奎瓦，54歲，厄瓜多作家
- 海拉·哈米德，70歲，德裔美國攝影師。
- 莎朗·雷德，46歲，美國歌手[1]
- 賈斯汀·斯坦，80歲，美國棒球運動員[2]
- 塞萊里諾·桑切斯，48歲，墨西哥棒球運動員[3]

### 2日
- 斯特凡諾·達里戈，72歲，義大利作家[4]
- 特雷弗·哈瑟頓，67歲，紐西蘭地球物理學家、科學管理員和南極科學家。
- 邁克·卡拉卡斯，80歲，美國冰球運動員[5]
- 斯特凡·基涅維茨，84歲，波蘭歷史學家。
- 威爾伯·戴格·米爾斯，82歲，美國政治家[6]
- 凱爾·特雷曼，54歲，紐西蘭橄欖球運動員。
- 瑪格麗特·瓦爾曼，87-90歲，奧地利歌劇導演和芭蕾舞演員[7]

### 3日
- 阿魯穆丹，59歲，印度演員。
- 維爾瑪·德吉舍爾，80歲，奧地利戲劇和電影女演員[8]
- 戈德曼·羅文，82歲，加拿大-英國政治家。
- 喬治·墨菲，89歲，美國政治家和演員，美國參議院議員（1965-1971）[9]

### 4日
- 肖恩·庫里，24歲，美式橄欖球運動員
- 奧古斯特·赫勒曼斯，84歲，比利時足球運動員。
- 邁克爾·豪利特，77歲，美國政治家[10]
- 羅尼·諾克斯，57歲，加拿大足球運動員[11]
- 格雷戈爾·麥肯齊，64歲，英國政治家。[12]
- 林恩·馬歇爾，47歲，英國瑜伽老師，芭蕾舞演員，女演員
- 湯瑪斯·O·潘因，70歲，美國工程師和科學家[13]

### 5日
- 尤尼斯·阿利耶夫，33歲，亞塞拜然士兵
- 埃德蒙多·阿馬蒂，72歲，義大利電影製片人。
- 德爾·克勞森，78歲，美國政治家.[14]
- 菲克萊特·哈吉耶夫，27歲，亞塞拜然士兵
- 克里姆·克里莫夫，20歲，亞塞拜然士兵
- 薩坎·奧賈維季耶夫，24歲，亞塞拜然士兵
- 讓-克洛德·帕斯卡，64歲，法國演員[15]
- 讓·沃捷，81歲，法國劇作家。
- 迪克·亞米，59歲，美國演員

### 6日
- 瑪蓮娜·迪特利希，90歲，美國女演員[16]
- 馬爾科姆·A·麥金泰爾，84歲，美國律師及曲棍球運動員[17]
- 加斯东·雷夫，71歲，比利時男子田徑運動員[18]
- 吉利里佐，75歲，美國餐館老闆及藝人[19]
- 塔蒂亞娜·葉塞尼娜，73歲，蘇聯作家

### 7日
- 納查塔·查克塔，32歲，印度歌手[20]
- 基里爾·赫裡斯托夫，42歲，保加利亞足球運動員[21]
- 蘇莉普，70歲，印尼歌手和電影女演員。

### 8日
- 阿爾伯特·阿加魯諾夫，23歲，亞塞拜然士兵
- 阿德克·亨德里克·博爾馬，80歲，荷蘭公務員。[22]
- 理查·德爾，74歲，美國演員[23]
- 古爾·穆罕默德，70歲，巴基斯坦板球運動員。[24]
- 謝爾蓋·奧布拉茲佐夫，90歲，俄羅斯木偶師。[25]
- 奧托·西馬內克，67歲，捷克斯洛伐克演員。[26]

### 9日
- 埃爾南·博拉尼奧斯，80歲，尼加拉瓜-哥斯大黎加足球運動員。
- 基思·比塞爾，80歲，加拿大作曲家[27]
- 湯姆·切塞爾，78歲，澳大利亞賽艇運動員[28]
- 卡米尼·洛姆巴多齊，79歲，美國黑幫，甘比諾犯罪家族成員。
- 迈赫曼·萨亚多夫，19歲，亞塞拜然士兵

### 10日
- 埃吉爾·恩德雷森，72歲，挪威法官和政治家。
- 約翰·隆德，81歲，美國演員[29]
- 維爾納·尼爾森，88歲，挪威裔美國足球運動員。
- K.G.拉馬勒坦，71歲，印度數學家。
- 西爾維婭·西姆斯，74歲，美國歌手[30]
- 威拉德·朗·索普，92歲，美國經濟學家[31]

### 11日
- 裘蒂思·布朗，60歲，美國舞蹈家和雕塑家。[32]
- 雷內·瓜哈爾多，59歲，墨西哥職業摔跤手，肝癌。
- 洛麗泰·塞索·曼格魯姆，95歲，美國鋼琴家和神聖音樂作曲家。[33]
- 威廉·穆勒，91歲，美國音響工程師。
- 柯蒂斯·D·薩默斯，62歲，美國工程師和過山車設計師。[34]
- 竹田恆德，83歲，日本皇室成員，心臟病發作。

### 12日
- 刁光覃，76歲，中國話劇表演藝術家
- 喬伯克，68歲，美國棒球行政人員
- 尼克斯·加索斯，80歲，希臘詩人、翻譯家和作詞家
- 杰奎琳·麥倫，69歲，法國女演員[35]
- 赫克托·麥基弗，91歲，澳洲政治家[36]
- 鮑勃·米澤，70歲，美國攝影師及電影製作人[37]
- 萊尼·蒙太拿，66歲，美國演員
- 羅伯特·里德，59歲，美國演員[38]

### 13日
- 派翠克·安格斯，38歲，美國愛滋病畫家。[39]
- 吉塞拉·埃爾斯納，55歲，德國小說家[40]
- 斯坦·休吉爾，85歲，英國民間音樂表演者。[41]
- 達文·康，61歲，韓裔美國電氣工程師和發明家。[42]
- 萊昂·克拉茨金，77歲，美國音樂編曲家、作曲家和指揮家。
- F.E麥克威廉，83歲，北愛爾蘭雕塑家[43]
- 萬達·魯特凱維奇，49歲，波蘭登山者
- 巴特·佐特，49歲，荷蘭自行車運動員

### 14日
- 萊爾·阿爾扎多，43歲，美國欖球運動員[44]
- 羅伯特豪伊，93歲，蘇格蘭欖球運動員
- 弗蘭克·M·卡斯滕，79歲，美國政治家[45]
- 聂荣臻，93歲，中国政治家和军事家。[46]

### 15日
- 湯米·科萊拉，73歲，美國橄欖球運動員。[47]
- 拉迪斯拉夫·德姆沙爾，63歲，南斯拉夫籃球運動員和教練。
- 喬維·馬塞洛，27歲，菲律賓賽車手，賽車事故。
- 巴特利特·穆林斯，87歲，英國演員。
- 羅伯特·莫裡斯·佩奇，88歲，美國物理學家[48]
- 瓦伦蒂诺·佩拉里尼，72歲，意大利男子籃球運動員。[49]
- 吉諾·羅塞蒂，87歲，義大利足球經理和足球運動員。[50]
- 賈利勒·薩法羅夫，30歲，亞塞拜然士兵
- 帕爾維茲·薩梅多夫，22歲，亞塞拜然士兵

### 16日
- 喬·希利，81歲，美國跨欄運動員[51]
- 瑪麗莎·梅爾，53歲，奧地利女演員[52]
- 埃里克·詹姆斯，83歲，英國教育家。[53]
- 查利諾·桑切斯，31歲，墨西哥創作歌手，被謀殺。
- 羅伯特·格蘭傑·克爾·湯普森，76歲，英國軍官和反叛亂專家。[54]

### 17日
- 羅伯特·布蘭克，47歲，法國足球運動員。
- 喬治·赫瑞爾，87歲，美國攝影師[55]
- 威廉·艾維，72歲，美國畫家，癌症。
- 熱利米爾·維多維奇，38歲，波士尼亞足球運動員
- 勞倫斯·韋爾克，89歲，美國音樂家和電視名人[56]

### 18日
- 傑克·萊克特，72歲，美國橄欖球運動員。[57]
- 朱利安尼·德內格裡，71歲，義大利電影製片人和編劇。[58]
- 賈斯珀·K·史密斯，86歲，美國律師和政治家。
- 斯基普·斯蒂芬森，52歲，美國喜劇演員
- 馬歇爾·湯普森，66歲，美國演員[59]

### 19日
- 埃絲特·阿維里爾，89歲，美國作家。[60]
- 阿爾弗雷德·麥克隆·李，85歲，美國社會學家。[61]
- 喬克·特納，48歲，蘇格蘭橄欖球運動員。
- 漢斯·沃格特，81歲，德國作曲家。

### 20日
- 羅傑·基思·科爾曼，33歲，美國被定罪的殺人犯
- 喬瓦尼·可倫坡，89歲，羅馬天主教會義大利紅衣主教。[62]
- 里拉·蘇曼特·莫爾高卡爾，75歲，印度社會工作者。[63]
- 詹姆斯·塔利 (爱尔兰政治家)，76歲，愛爾蘭政治家。
- 艾麗西亞·韋格爾，64歲，菲律賓女演員。

### 21日
- 烏爾里克·科爾，86歲，美國鋼琴家、編輯、音樂教育家和作曲家[64]
- T.B.伊蘭加拉特內，79歲，斯裡蘭卡政治家、作家、劇作家和戲劇演員。
- 奧克·林德布洛姆，73歲，瑞典體育射手[65]
- 穆格斯·史坦伯，42歲，美國登山家[66]

### 22日
- 托尼·阿卡多，86歲，美國黑幫主腦[67]
- 羅伊·塞爾茲，43歲，美國政治散文家
- 伊麗莎白·大衛，78歲，英國烹飪作家[68]
- 丹·恩萊特，74歲，美國電視製片人[69]
- 澤利格·哈爾斯，82歲，美國語言學家[70]
- 亞伯拉罕·莫勒斯，71歲，法國信息科學家[71]
- 傑爾吉·蘭基，84歲，匈牙利作曲家[72]
- 約西夫·瓦爾加，50歲，羅馬尼亞足球運動員
- 李良枝，37歲，日本小說家

### 23日
- 詹姆斯·布莱尔，82歲，美國賽艇運動員[73]
- 科斯塔斯·達沃利斯，44歲，希臘足球運動員
- 乔瓦尼·法尔科内，53歲，意大利法官，前司法部刑法司長[74]
- 約翰·蓋茨，78歲，美國共產主義政治家[75]
- 查理·馬龍，81歲，美國欖球運動員[76]
- 弗朗西斯卡·莫爾維羅，46歲，意大利法官
- 保羅·穆基拉，41歲，剛果足球運動員[77]
- 亨利·喬治·皮爾斯，74歲，澳大利亞政治家
- 恩利特·普利舍克，88歲，奧地利-新西蘭建築師、城市規劃師和家居設計師
- 阿塔瓦爾帕·尤潘基，84歲，阿根廷音樂家[78]

### 24日
- 讓·亞伯巴赫，81歲，奧地利裔美國音樂出版商。[79]
- 弗朗西斯·湯瑪斯·培根，87歲，英國工程師。[80]
- 路易士·埃薩，56歲，巴西桑巴舞和波薩諾瓦鋼琴家。[81]
- 瓊·桑德森，79歲，英國女演員。

### 25日
- 丹尼·比亞松，83歲，義大利裔美國體育主管。
- 圖利烏斯·德米切利，77歲，阿根廷電影製片人[82]
- 薩里·迪內斯，93歲，匈牙利裔美國藝術家[83]
- 维克托·格里申，77歲，蘇聯政治家
- 菲力普·哈比卜，72歲，美國外交官[84]
- 吉塔·馬拉斯，84歲，匈牙利藝術家[85]
- 魯本·扎哈裡安，90歲，俄羅斯畫家。

### 26日
- 埃德蒙·貝洛因，82歲，美國廣播、電影和電視作家[86]
- 特倫斯·克拉克，88歲，英國陸軍軍官和政治家。
- 多萝塔·霍尔佐内克-约凯尔，58歲，波蘭奧運會體操運動員[87]
- 喬治·莫羅，66歲，美國爵士貝斯手[88]
- 日內瓦·賽爾，80歲，美國布萊恩學家和目錄學家。

### 27日
- 長谷川町子，72歲，日本漫畫家[89]
- 彼得·詹金斯，58歲，英國記者[90]
- 卡爾·萊澤，71歲，德裔英國歷史學家[91]
- 約翰·邁赫斯，70歲，美國演員[92]
- 黛利拉·皮爾斯，88歲，美國藝術家、策展人和教育家。[93]
- 唐納德·K·羅斯，81歲，美國海軍軍官
- 弗朗茨·魯普，91歲，德裔美國鋼琴家。[94]
- 瓊恩·薩利納斯，74歲，義大利女演員。
- 邁克爾·塔爾博特，38歲，美國量子神秘主義者[95]

### 28日
- 里卡多·卡米諾斯，75-76歲，阿根廷埃及學家[96]
- 藤村富美男，75歲，日本棒球運動員。[97]
- 白虹，72歲，中國歌手。
- 戈德弗洛德·穆農戈，66歲，剛果政治家。
- 洛倫佐·塔納達，93歲，菲律賓律師、民權宣導者和政治家。

### 29日
- 奧利·哈爾索爾，43歲，英國吉他手
- 森義利，93歲，日本藝術家。
- 阿爾伯特·恩東莫，65歲，喀麥隆天主教會主教[98]
- 尼爾斯-奧克·桑德爾，65歲，瑞典足球運動員和經理。
- 肯·蘇森斯，75歲，美國籃球教練[99]
- 彼得羅·烏多維琴科，78歲，烏克蘭政治家和外交官。

### 30日
- 卡尔·卡斯滕斯，77歲，德國政治家[100]
- 拉里·克雷格，75歲，美國橄欖球運動員[101]
- 克雷格·埃爾伍德，70歲，美國現代主義建築師[102]
- 井上光晴，66歲，日本作家
- 詹姆斯·拉米，64歲，美國雪橇運動員[103]
- 埃莉·尤娜拉，68歲，印尼電影演員
- 安東尼·齊格蒙德，91歲，波蘭數學家[104]

### 31日
- 尤金·A·查皮，72歲，美國政治家，美國眾議院議員（1981-1987）。[105]
- 亨利·莫羅·梅德倫，89歲，比利時政治家。
- 沃爾特·紐格鮑爾，71歲，克羅埃西亞漫畫家和動畫師。
- 莉蓮·鮑威爾，96歲，加拿大裔美國舞蹈家。
- 迪特爾·普舍爾，52歲，德國自行車運動員。[106]
- 盧茨·斯塔文哈根，52歲，德國政治家，肺炎。